# Mireia Herrando Grabulosa
Mireia Herrando Grabulosa es una bioquímica catalana especialitzadat en l'estudi de les motoneurones, investigadora del Grup de Neuroplasticitat i Regeneració del Departament de Biologia Cel·lular, de Fisiologia i d’Immunologia i de l’Institut de Neurociències de la Universitat Autònoma de Barcelona (UAB).
Es va llicenciar en bioquímica a la UAB el 2007 i s'hi va doctorar el 2012 amb un treball sobre el possible ús del carboxil terminal de la toxina tetànica (Hc-TeTx) per combatre la pèrdua de neurones motores en el cas de lesions medul·lars.
Cerca noves teràpies per prevenir la degeneració de les motoneurones per a l'esclerosi lateral amiotròfica (ELA) i millorar el coneixement dels mecanismes moleculars implicats en la degeneració de les motoneurones. Treballa amb la línia cel·lular semblant a la motoneurona (NSC34), cultius organotípics de la medul·la espinal i els ratolins transgènics ALS SOD1G93A.
Amb Xavier Navarro —investigador també de l'Institut de Neurociències de la UAB— i Miguel Ángel Rubio —de la Unitat ELA de l'Hospital del Mar— va fer un treball de recerca per l'estudi de biòpsies de pell, com a eina diagnòstica de l'ELA en casos de diagnòstic difícil o en determinats casos de persones amb antecedents familiars de la malaltia. La presència, en nombre elevat, de la proteïna TDP-43 fora del nucli de les cèl·lules epitelials seria un indici que la persona pateix ELA.